# Forces armées royales (Maroc)
Pour les articles homonymes, voir Forces armées royales et FAR.

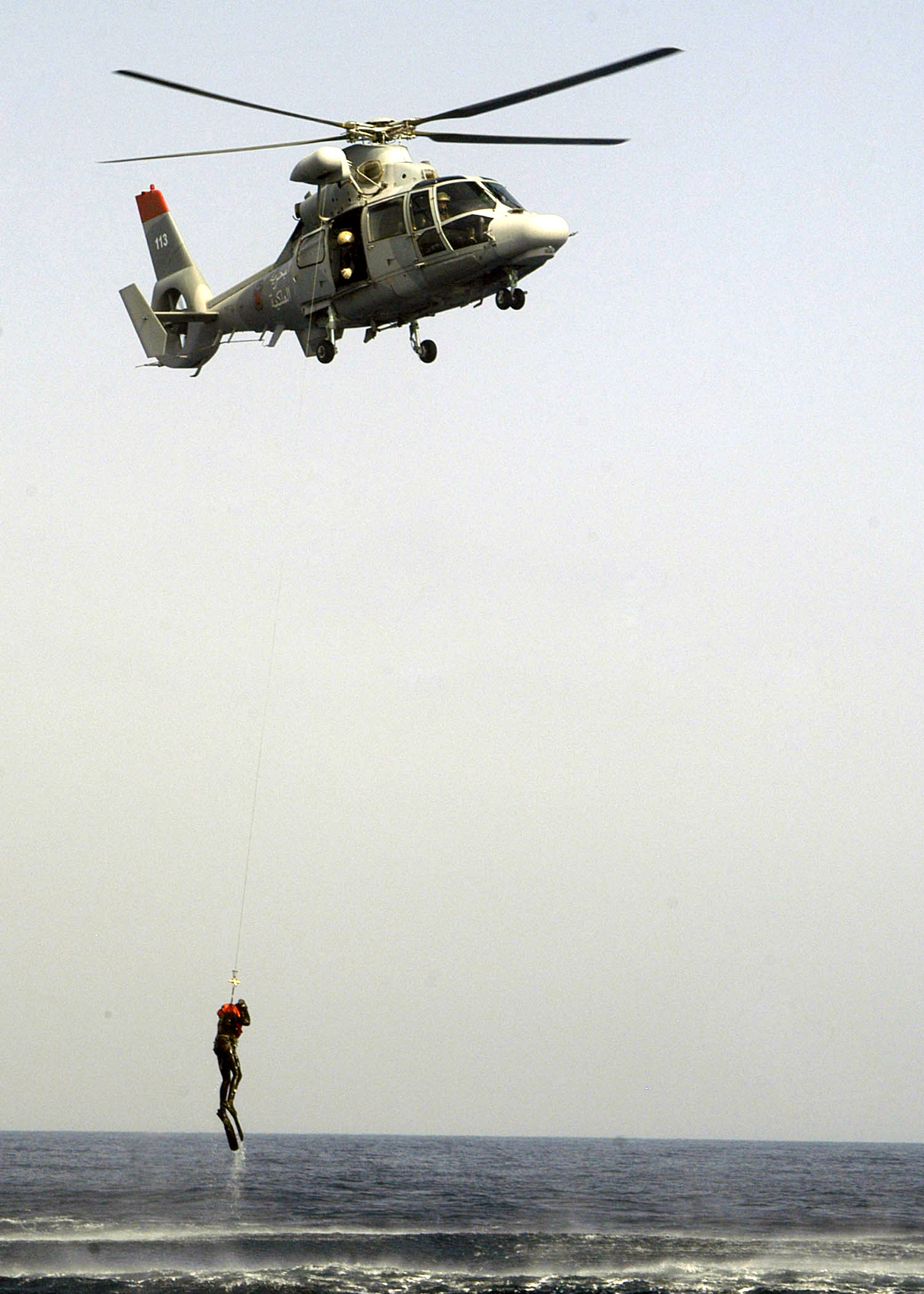
Hélicoptère AS.565M Panther de la marine marocaine faisant un exercice de sauvetage en 2006

Les Forces armées royales (FAR) constituent la force militaire du royaume du Maroc chargée de la défense du pays et de la protection de ses intérêts nationaux.	Le roi du Maroc en est, selon la Constitution, le chef suprême et le chef d'État-major général.

## Histoire
Les Forces armées royales marocaines, ainsi nommées depuis 1956, correspondent à la garde royale moderne. La garde royale est une vieille institution marocaine fondée par l’émir almoravide Youssef Ibn Tachfine en 1088. L’institutionnalisation des  FAR a officiellement été fixée par un dahir du 25 juin 1956, complété par un dahir du 8 septembre suivant lui faisant prendre effet à compter du 12 mai précédent.
Les forces militaires du Maroc ont combattu lors de la bataille des Trois Rois contre le Portugal en 1578, pendant la bataille d'Isly contre la France en 1844, lors de la guerre contre l'Espagne en 1860, lors de la guerre contre la France (1907-1912), pendant la guerre des Sables en 1963, contre l'Algérie ; puis sur le front du Golan en 1973 contre Israël lors de la guerre du Kippour. C'est en 1960 au Congo (Kinshasa) que l'armée marocaine sous le commandement du général Kettani avait créée un état-major et 3 bataillons. Elles ont aussi contribué à sauver le régime zaïrois en 1977 lors des guerres du Shaba et affronté le Front Polisario pour le contrôle du Sahara occidental, construisant et surveillant le mur des Sables. Elles sont également intervenues en Somalie en 1993 et au Kosovo en 1999.
Avec la fin des protectorats en 1956, quatorze mille soldats de l'armée française et dix mille de l'armée espagnole furent transférés aux Forces armées royales nouvellement créées. Ce nombre fut augmenté d'environ cinq mille anciens combattants de l'Armée de Libération (ALN). Environ 2000 officiers et officiers du rang français restèrent un moment au Maroc, jusqu'à ce que les programmes de formation intensive des écoles militaires de Saint-Cyr, Tolède et Dar al Bayda (Meknès) aient produit un nombre suffisant d'officiers marocains.
La veille de l'indépendance, le Maroc disposait déjà d'un officier général français en la personne du Général de Brigade Benhammou  Kettani. À ce jour, le plus haut grade octroyé dans l'histoire des FAR est celui de Maréchal, son seul détenteur a été le Maréchal Meziane. Quant au plus jeune officier supérieur, hors famille royale, de l'histoire des FAR il s'agit du Lieutenant-Colonel M'hamed Ababou.
Le 14 juillet 1999, elles ont défilé sur l'avenue des Champs-Élysées à Paris (France), ce qui était alors exceptionnel pour une armée non française, à l'invitation de Jacques Chirac, le président de la République française de l'époque.
Aujourd'hui[Quand ?], elles participent aux missions de paix (MONUC, ONUCI, EUFOR, KFOR)

## Structures
L'armée marocaine est composée de cinq branches qui totalisent 235 000 hommes et 250 000 réservistes.
| Branche            | Personnel | Création |
| ------------------ | --------- | -------- |
| Armée royale       | 250 000   | 1956     |
| Forces royales air | 16 000    | 1956     |
| Marine royale      | 12 000    | 1960     |
| Gendarmerie royale | 25 000    | 1956     |
| Garde Royale       | 6 000     | 1088     |
| * Total            | 309 000   | -        |

### Armée royale
Elle est la branche des Forces Armées Royale Marocaine responsable des opérations militaires terrestres. L'armée est d'environ 300 000 hommes, sans compter les 200 000 réservistes tous opérationnels, l’armée peut compter sur les 75 000 forces paramilitaires.
L’armée est équipée de chars russes et américains comme les M1A1, elle s'est également procuré des chars Chinois à partir des années 2010. En 2022 l'armée compte 818 chars de combat principal et 196 chars légers en service actif dont :
- 222 M1A1SA Abrams
- 162 M1A2 SEPv3 Abrams
- 220 M60A1 Patton;
- 120 M60A3 Patton
- 40 T-72B (environ 60 en réserve, rénové par Excalibur army[11], à partir de fin 2022)
- 54 Type-90-II MBT-2000
- 111 SK-105 Kürassier
- 5 AMX-13
- 80 AMX-10RC

En 2022, on compte 2 317 pièces d'artillerie en service actif dont 512 pièces autopropulsées.
En septembre 2024, le gouvernement achète 150 Tata Kestrel (en) (véhicules de type WhAP ou Wheeled armoured platform) à Tata Advanced Systems (en), une entreprise du groupe indien Tata Group, pour les FAR. Un partenariat est conclu avec Tata Advanced Systems pour l'ouverture d'une usine à Casablanca qui doit construire ces WhAP,,.
En janvier 2025, Atlas Defense, une filiale du groupe turc Baykar, spécialisée dans la production de drones de nouvelle génération est créée au Maroc. Cette initiative vise à concevoir, développer et fabriquer des drones pour des applications militaires telles que la surveillance et la reconnaissance.
Le Maroc, a signé avec le groupe Israélien Elbit, un contrat de modernisation stratégique des forces terrestres Marocaines, consistant sur l’équipement des véhicules blindés de transport de troupes WhAP 8x8. Conçus en partenariat avec le groupe indien Tata Advanced Systems, ces engins de l’armée marocaine recevront des tourelles de combat de dernière génération signées Elbit. Ces tourelles viendront se substituer aux canons de 30 mm qui équipent actuellement les blindés. L’armement embarqué passera à des calibres bien plus importants, de 105 et 120 mm, similaires à ceux des chars de combat, afin d’offrir une puissance de feu supérieure en milieu semi-aride,.

#### Défense aérienne
Pour sa défense aérienne longue, moyenne et courte portée l'armée a récemment favorisé les systèmes chinois avec l'acquisition de plusieurs HQ-9 (dérivé du S-300), d'au moins 18 Tianlong-50 (en) et du DK-9 (en). Des systèmes plus anciens comme le 2K22M Tunguska, M48 Chaparral ou le M163 Vulcan assure la défense aérienne très courte portée.
Le Maroc fait partie des pays bénéficiaires d’un contrat attribué par l’armée de l’air américaine à la société Cubic Defense Acquisition, d’un montant de 399 millions de dollars, dans le cadre du programme de ventes militaires à l’étranger (FMS). Ce contrat, en vigueur jusqu’en 2032, vise à assurer un soutien logistique complet du système d’entraînement au combat aérien P5CTS, incluant la maintenance, la fourniture de pièces, l’assistance technique et le suivi opérationnel. Outre le Maroc, plusieurs partenaires de défense des États-Unis, dont l’Australie, l’Égypte, le Koweït, Oman, la Pologne, le Qatar, l’Arabie saoudite et Singapour, sont également concernés par ce programme,.

### Forces royales de l'air
Les Forces aériennes royales marocaines, fondées le 14 mai 1956, emploient 13 000 personnes et sont équipées de plus de 300 avions. Au XXIe siècle, elles ont lancé un programme de modernisation progressive de leur flotte vieillissante et de leurs capacités opérationnelles. Il est à noter l’acquisition de  F-16C/D Block 52+ de Lockheed Martin et de C-27J Spartan d'Alenia Aeronautica, accompagnée de la modernisation de 27 de ses Mirage F1 portés au standard ASTRAC et maintenant qualifiés de MF-2000, vues leurs capacités de Mirage 2000 ; et ce, sans oublier les différents outils allant de pair, à l'image de nouveaux systèmes de simulation de vol et de briefing/debriefing. En 2022 l'armée de l'air peut compter sur 28 F-16 et 26 Mirage.
L'armée détient également des hélicoptères, principalement des hélicoptères de transport ou polyvalent comme le CH-47 Chinook ou le SA330 Puma. Il n'y pas d'hélicoptère d'attaque en service dans l'armée de l'air mais il y a 19 SA342L Gazelle en service dont 7 sont équipés de missiles HOT et les autres d'un canon.
En 2021 un drone de combat de fabrication chinoise Wing Loong 1 a été repéré en service au sein de l'armée de l'air marocaine.
Le 5 Mars 2025, le Maroc reçoit ses premiers exemplaires de l'Apache AH-64E (6 exemplaires), l'un des hélicoptères de combat multirôle les plus avancés au monde, il sera suivi d'une seconde livraison de six autres unités. Cette première phase marque le début d'un programme d'acquisition plus vaste, le Maroc ayant commandé un total de 24 AH-64E. Cet appareil est déployé par l'armée américaine et d'autres forces alliées. Ses caractéristiques renforceront significativement les capacités de projection des Forces royales air du Royaume,,.

### Marine royale
La Marine royale est la branche des forces armées marocaines chargée de mener les opérations maritimes. Sa mission comprend la protection des côtes et de la zone économique exclusive, ainsi que le maintien de la sécurité du détroit de Gibraltar et la lutte contre la contrebande.

### Gendarmerie royale
La Gendarmerie royale est une force publique chargée de veiller à la sûreté publique et d'assurer le maintien de l'ordre et l'exécution des lois. Elle se compose d'officiers et de officiers du rang ; sa taille totale estimée est de 24 000 hommes.

### Garde royale
La Garde royale marocaine fait officiellement partie de l'Armée royale marocaine. Toutefois, elle est sous le contrôle direct du ministère de la Maison royale, du Protocole et de la Chancellerie. Sa mission principale est d'assurer la sécurité et la sûreté du roi et de sa famille.

### Forces Auxiliaires
Les Forces Auxiliaires sont un appareil de sécurité au Maroc, placé sous l'autorité du Ministre de l'Intérieur et soumis au régime militaire. Ce dernier a un rôle important dans la stabilisation de la sécurité dans tout le Royaume.

## Budget
Budget de la défense Marocaine depuis 1992 en milliards de dollars USD,.
| Année | Budget de la défense en $ | % du PIB |
| ----- | ------------------------- | -------- |
| 1992  | 1.228                     | 4.30%    |
| 1993  | 1.251                     | 4.66%    |
| 1994  | 1.365                     | 4.49%    |
| 1995  | 1.437                     | 4.35%    |
| 1996  | 1.447                     | 3.95%    |
| 1997  | 1.400                     | 4.19%    |
| 1998  | 1.444                     | 3.46%    |
| 1999  | 1.007                     | 2.42%    |
| 2000  | 1.043                     | 2.69%    |
| 2001  | 1.470                     | 3.73%    |
| 2002  | 1.474                     | 3.49%    |
| 2003  | 1.819                     | 3.49%    |
| 2004  | 1.937                     | 3.25%    |
| 2005  | 2.031                     | 3.26%    |
| 2006  | 2.134                     | 3.11%    |
| 2007  | 2.408                     | 3.05%    |
| 2008  | 2.944                     | 3.18%    |
| 2009  | 3.055                     | 3.29%    |
| 2010  | 3.160                     | 3.39%    |
| 2011  | 3.342                     | 3.30%    |
| 2012  | 3.402                     | 3.46%    |
| 2013  | 4.065                     | 3.81%    |
| 2014  | 4.048                     | 3.68%    |
| 2015  | 3.268                     | 3.23%    |
| 2016  | 3.327                     | 3.22%    |
| 2017  | 3.461                     | 3.18%    |
| 2018  | 3.696                     | 3.12%    |
| 2019  | 3.721                     | 3.10%    |
| 2020  | 4.830                     | 4.28%    |
| 2021  | 5.378                     | 4.18%    |
| 2022  | 5.4                       | 4.28%    |
| 2023  | 5.184                     | 2.5%     |
| 2024  | 12.4                      | 8.58%    |

La Loi de finances pour 2025 a prévu un budget de 13,3 milliards de dollars pour les Forces armées royales, il s’agit du deuxième budget militaire d'Afrique, derrière l'Algérie. Les dépenses militaires représentent 4,28 % du PIB et plus de 12 % des dépenses publiques.

## Grades
Grades des FAR : 
- Général de corps d'armée (OF-9, 4 étoiles);
- Général de division (OF-8, 3 étoiles) ;
- Général de Brigade (OF-7, 2 étoiles);
- Colonel Major (OF-6, équivalent 1 étoile);
- Colonel ;
- Lieutenant Colonel ;
- Commandant ;
- Capitaine ;
- Lieutenant ;
- Sous Lieutenant ;
- Adjudant Chef ;
- Adjudant ;
- Sergent Chef ;
- Sergent ;
- Caporal Chef ;
- Caporal ;
- Soldat de 1re classe ;
- Soldat de 2o classe ;

## Organisation des unités

### Régiment
- 3 bataillons

### Bataillon
- 4 compagnies
- 1 commandement et soutien

### Brigade
- 5 bataillons
- Unité affiliée

## Forces spéciales
Les Forces Spéciales Marocaines (FSM) est un ensemble d'unités militaires spécifiquement formées, instruites et entraînées pour mener un éventail de missions particulières, allant des « opérations spéciales » dans le cadre d'un conflit classique à celles relevant de la guerre non conventionnelle.

## Service militaire
Une loi pour le rétablissement du service militaire obligatoire au Maroc a été adoptée en 2019, 12 ans après la suppression de la conscription. Le nombre des appelés devrait atteindre 10.000 avant d'atteindre les 15.000 appelés[Quand ?]. Les Marocains âgés entre 19 et 25 ans sont concerné.
Des peines allant d'un mois à un an de prison sanctionneront ceux refusant de répondre à l'appel, alors que des exemptions sont prévues en cas d'inaptitude physique et de poursuites d'études universitaires. Pour les femmes et les binationaux, le service militaire est facultatif.

### Répartition
Les appelés sont répartis dans 14 centres en 2019/2020
Kénitra
L’opération de sélection et d’incorporation des appelés au service militaire se déroule dans la 3e Base aérienne des FAR à Kénitra. Les candidats retenus seront transférés au centre d’instruction des services sociaux des FAR à Témara et à la Base aérienne de Benslimane.
Casablanca
Les appelés sont accueillis à la base aéronavale de Casablanca.
Oujda
Les appelés sont accueillis dans la caserne du premier Groupe d’escadrons à cheval de Beni Oukil et dans la caserne du 6e Bataillon léger d’intervention rapide de Larache
Agadir
Les appelés issus des préfectures et provinces du sud sont accueillis au siège de l’État-major de la Zone Sud des FAR à Agadir.

## Classement
le Maroc se positionnant en 59e place parmi 145 nations. Ce classement, basé sur un indice de puissance militaire, reflète la force et l'efficacité des forces armées des pays étudiés. Avec un score de 1,1273, où 0,0000 symbolise la perfection, le Maroc se distingue comme une puissance militaire notable à l'échelle mondiale. Sur le continent africain, le Royaume occupe la 7e place, derrière des pays comme l'Égypte, l'Algérie, l'Afrique du Sud, le Nigeria, l'Éthiopie et l'Angola,.

## Participation aux forces de maintien de la paix
Le Maroc occupe le 13ᵉ rang parmi les pays qui participent activement aux opérations militaires dans les différents conflits en Afrique. En 2016, le nombre de ses soldats déployés a atteint 2 314.
Le Maroc prend part à de nombreuses missions onusiennes de maintien de la paix à travers le continent africain, en particulier dans les zones les plus sensibles, comme la République centrafricaine, la Côte d’Ivoire et la République démocratique du Congo.
La solidarité marocaine avec les pays africains a pris diverses formes. En plus des projets lancés et réalisés par le Maroc dans plusieurs pays d’Afrique, le Royaume du Maroc s’est illustré au niveau régional et international dans sa gestion de la problématique de la migration irrégulière, en lançant un vaste programme d’intégration et de régularisation de dizaines de milliers de migrants africains se trouvant illégalement sur le territoire marocain. Par ailleurs, le Maroc a également contribué aux opérations de maintien de la paix des Nations unies à travers l’engagement des Forces Armées Royales marocaines.

## Participation au secours des victimes du séisme d'Al Haouz
Les Forces Armées Royales marocaines ont mobilisé d'importants moyens et ressources pour les opérations de sauvetage et l'acheminement de l'aide par voie aérienne vers les zones touchées par le séisme d'Al Haouz de 2023, à travers des hélicoptères des Forces Armées Royales chargés des missions de transport et de livraison de l'aide ainsi que de l'évacuation des blessés.
Outre les hélicoptères, des drones ont été déployés, permettant au Centre de commandement avancé des opérations de secours à Marrakech de suivre en direct et à distance la situation dans les zones sinistrées par le séisme, et de prendre les décisions appropriées concernant la nature des aides à envoyer. Cela se fait en coordination avec les unités d’intervention des Forces Armées Royales déployées sur le terrain, ainsi qu’avec les autorités locales. Les Forces Armées Royales ont également joué un rôle important dans l’assistance apportée aux populations touchées par les mauvaises conditions météorologiques, en plus des missions humanitaires menées dès les premières heures qui ont suivi le séisme, grâce à des unités spécialisées dans les opérations de sauvetage et l’acheminement de l’aide vers les zones sinistrées.